# San Giuliano Ospitaliero all'Esquilino
San Giuliano Ospitaliero all'Esquilino ou Igreja de São Juliano Hospitalário no Esquilino, conhecida também como San Giuliano all'Esquilino ou San Giuliano ai Monti, era uma igreja de Roma, Itália, localizada no rione Esquilino, demolida em 1874. Mencionada pela primeira vez depois de 1220, foi construída presumivelmente no início do século XIII junto à igreja de Sant'Eusebio e ao lado do Troféu de Mário, o ninfeu construído na época do imperador romano Alexandre Severo (r. 222–235), atualmente no ângulo setentrional da piazza Vittorio Emanuele II. Era dedicada a São Juliano Hospitalário.

## História
A igreja ficou sob o controle dos carmelitas de 1260 até 1675, quando a igreja passou para os redentoristas. Na segunda metade do século XVI, Pompeo Ugonio descreveu o piso desta igreja, em mármore trabalhado em opus sectile com materiais reutilizados.
Na época do papa Nicolau V (r. 1447–1455), a igreja foi restaurada juntamente com o convento anexo, sede da "Confraria dos Albergueiros e Carruageiros" (em italiano:  Confraternita degli Albergatori e dei Vetturali).
Domenico Martinelli descreveu novamente a igreja em 1653, descrevendo-a como um santuário diminuto repleto de ex-votos dedicados a Santo Alberto e a São Juliano, no interior da qual estava uma fonte de água puríssima cuja água era considerada milagrosa, principalmente contra a febre. Sabe-se que os carmelitas benziam a água milagrosa anualmente no dia 7 de agosto e preparavam uma água perfumada com manjericão para lavar uma imagem de Cristo durante a "procissão de Nossa Senhora da Assunção" (15 de agosto), cuja última parada acontecia em frente à igreja.
A igreja e o convento, presentes em todos os principais mapas de Roma, de Bufalini (1551) até  Nolli (1748), apareceram ainda em algumas gravuras da "procissão do Salvador" e algumas de Aloisio Giovannoli (século XVII).
A igreja tinha uma fachada simples com um portal principal encimado por uma arquitrave, acima da qual estava uma grande janela cimbrada flanqueada por duas janelas menores. No interior havia apenas um altar-mor, sobre o qual estava uma pintura da "Madona com o Menino com São Juliano e Santo Ângelo Mártir.
Na obra "Stato temporale delle Chiese di Roma" (1662), conservado no Arquivo Secreto do Vaticano, lê-se o seguinte:
| “ | Na igreja há um coro, um campanário com um único sino e a sacristia, há somente um altar e é servida por um cemitério para os religiosos. No mosteiro há um pátio com um pequeno jardim e um poço. Há um dormitório com 6 celas para os religiosos. Há quatro outras salas. Possui ainda um vinhedo, census etc. per 140 sc. | ” |

Em 1826, os edifícios foram adquiridos por um certo Giovanni Pelucchi, que depois o repassou a Marziano Manfredi; este vendeu aos Micheletti, que, em 1848, o venderam à princesa Odescalchi. Esta última entregou o local aos monges basilianos poloneses.
Em 1874, por causa do "Piano Regolatore", elaborado principalmente por Alessandro Viviani (com base num projeto de Pietro Camporese, o Jovem), a igreja e o convento foram demolidos para permitir a criação da piazza Vittorio Emanuele II, o centro do novo bairro "piemontês", destinado às classes mais ricas de Roma, a nova capital do recém-criado Reino da Itália.

## Localização
Antes da reurbanização da região, havia no local um importante cruzamento, com uma rua que ligava Santa Maria Maggiore ao Troféu de Mário e outras que partiam dali para São João de Latrão, Porta Maggiore, Santa Croce in Gerusalemme e Santa Bibiana. A igreja ficava justamente ali, uma rua chamada na época de via di San Matteo. Com as obras, a via que seguia até Santa Bibiana desapareceu completamente. A fachada da igreja ficava de frente para a de Sant'Eusebio e as paredes das duas igrejas estavam alinhadas. Atualmente, o local está sob as novas ruas, uns poucos metros a sudoeste do cruzamento da Via Carlo Alberto com a piazza Vittorio Emanuele II. 